# Drapeau et armoiries du canton du Jura
Le drapeau jurassien et les armoiries jurassiennes sont des emblèmes officiels de la république et canton du Jura.

## Histoire
Dès 1913, une assemblée de notables est réunis à Delémont et chargé d'organiser, en 1915, le centième anniversaire du rattachement du Jura au canton de Berne. Alfred Ribeaud, alors vice-président de la Société jurassienne d'émulation, lance l'idée de la création d'un drapeau du Jura. L'héraldiste neuchâtelois Jean Grellet tente de créer ce drapeau. Il s'appuie sur les anciens symboles de la région, à savoir la crosse de Bâle et le faisceau du licteur du sceau de l'éphémère République rauracienne qui s'inspire elle-même des symboles de la République française. Toutefois, il évite de reprendre le bonnet phrygien, considéré comme inapproprié puisque représentant les jacobins. Les couleurs du drapeau devaient aussi refléter les liens historiques avec l'Évêché de Bâle et avec la Confédération suisse. Le drapeau ne rencontre pas l'intérêt escompté et tombe dans l'oubli.

Proposition du drapeau jurassien de Jean Grellet (1913)

En 1917, est créé le premier Mouvement Séparatiste Jurassien dont Alfred Ribeaud est alors l'animateur principal. Le MSJ décide alors d'utiliser l'ancienne bannière de la Principauté épiscopale de Bâle comme signe identitaire du peuple jurassien.

Blason de la Principauté épiscopale de Bâle utilisé comme drapeau jurassien de 1917 à 1947.

Cependant, dès 1942, le président de l'association Pro Jura, Gustave Riat relance l'idée d'un drapeau pour la région.  L'association informe alors le Conseil-exécutif bernois qu'il souhaite un drapeau appartenant à la région jurassienne qui y donnera une suite favorable en 1946. L'héraldiste Émile Mettler propose alors plusieurs drapeaux qui seront finalement refusés, à la suite de l'affaire Moeckli, le 20 septembre 1947, car ceux-ci contenaient les couleurs bernoises.

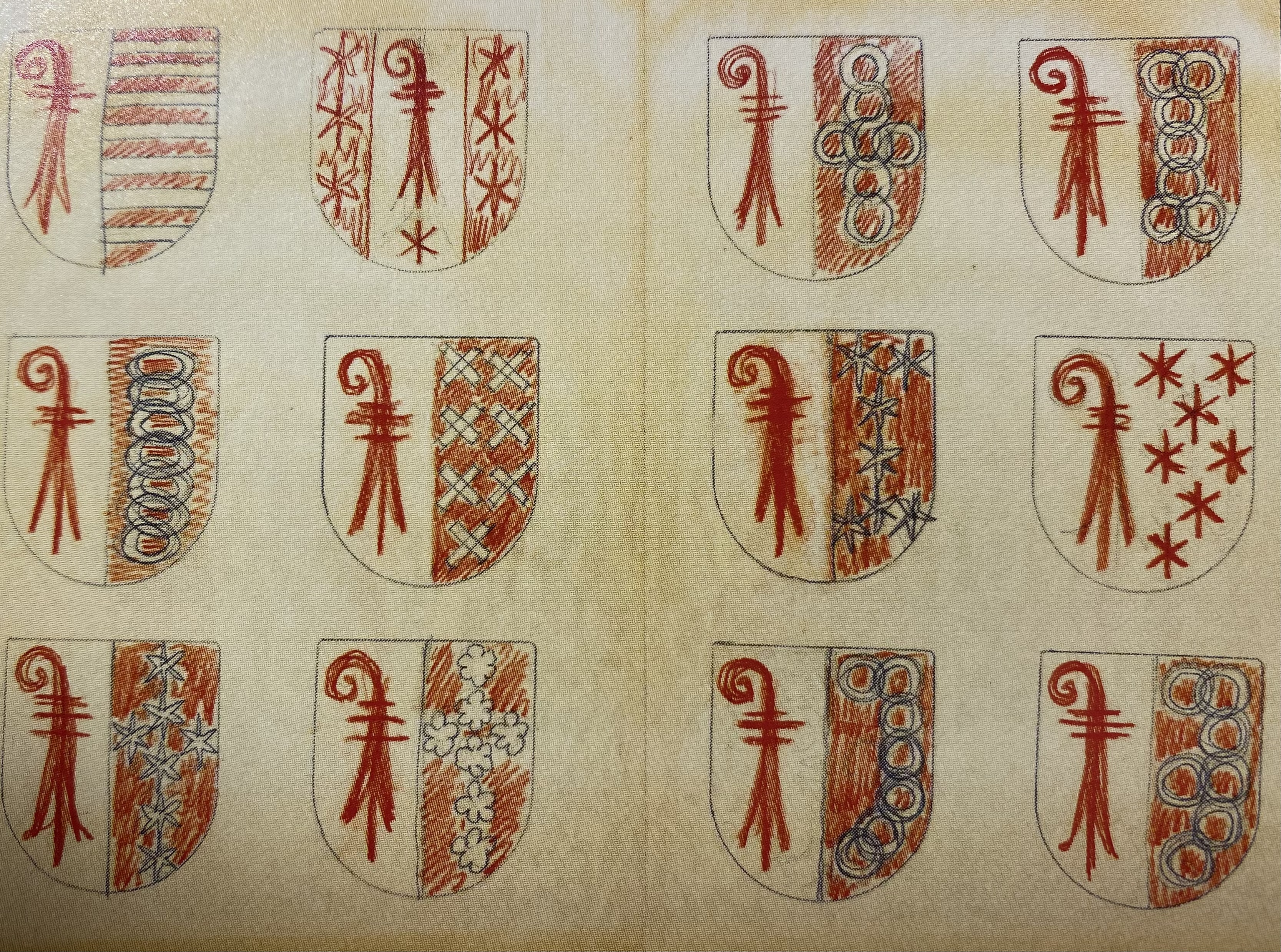
Différents projets de drapeau jurassien par Paul Boesch.

C'est le drapeau de l'héraldiste Paul Boesch qui est alors choisi. Le 3 mai 1949 les associations Pro Jura, la Société jurassienne d'Émulation et l'Association pour la défense et les intérêts du Jura (ADIJ), après un bon accueil du drapeau par la population francophone du canton de Berne, déposent une demande d'homologation auprès du Conseil-exécutif bernois. Ce dernier prend l'arrêté suivant le 12 septembre 1951 :

« Vu les art. 1er, 2, 111 et 112 de la Constitution cantonale, en complément de l'arrêté du Conseil exécutif du 30 mars 1943 portant fixation des armoiries du canton, des districts et des communes, vu le préavis des préfets des districts du Jura, sur proposition de la délégation du Conseil exécutif chargée des affaires jurassiennes,

arrête:

1. Le drapeau « parti d'argent à la crosse épiscopale de gueules, et de gueules à trois fasces d'argent », présenté au Conseil exécutif par Pro Jura, la Société jurassienne d'Émulation et l'Association pour la défense des intérêts du Jura, sera enregistré aux Archives de l'État avec le drapeau bernois comme drapeau jurassien au sens des art. 1er et 2 de la Constitution cantonale.

2. Les préfectures et les établissements de l'État dans la partie jurassienne du canton, ainsi que les autorités communales des districts jurassiens, sont autorisés, lorsque l'on pavoise, à hisser le drapeau jurassien à côté du drapeau suisse, du drapeau bernois ainsi que des emblèmes de districts et des communes.

3. Les armoiries bernoises et le drapeau bernois « de gueules à la bande d'or chargée d'un ours de sable passant » demeurent l'emblème de l'État de Berne dans son ensemble et sa présentation à l'égard des tiers.

Berne, le 12 septembre 1951. »

Les armoiries et drapeaux sont adoptés le 20 mars 1977 en votation en même temps que la constitution jurassienne par le peuple jurassien.

## Signification
Pour comprendre la signification du drapeau, il faut remonter à deux dates : 1792 et 1815.
En 1792, l'évêché de Bâle, dirigé par un prince-évêque qui avait reçu l'immédiateté impériale en 1032 et associé à la Confédération des XIII cantons, fut transformé en République rauracienne, république « sœur » de la République française. En 1793, cette république fut abolie et ingérée au département français du Mont-Terrible puis au département du Haut-Rhin.
Au Congrès de Vienne, en 1815, lors de la recomposition des frontières nationales en Europe, le canton de Berne, protestant et germanophone, fut amputé du canton de Vaud et du canton d'Argovie. Son lot de consolation fut le rattachement du territoire du département français du Mont-Terrible correspondant anciennement aux contours de la République rauracienne. Ces territoires, majoritairement catholiques et francophones devinrent alors une minorité culturelle et linguistique au sein du canton de Berne. 
Ainsi, le drapeau du Jura s'inspire directement des armoiries de l'ancien évêché de Bâle qui étaient d'argent à la crosse épiscopale de gueules. Cette crosse épiscopale se retrouve d'ailleurs aujourd'hui sur les drapeaux des cantons de Bâle-Ville et de Bâle-Campagne. De plus, cet ancien évêché de Bâle fut transformé en sept districts bernois. Six districts (Courtelary, Delémont, Franches-Montagnes, La Neuveville, Moutier, Porrentruy) étaient majoritairement francophones et un seul district, celui de Laufon, était germanophone. En outre, les trois districts méridionaux (Courtelary, La Neuveville, Moutier) étaient majoritairement protestants, alors que les quatre districts septentrionaux (Delémont, Franches-Montagnes, Porrentruy et Laufon) étaient majoritairement catholiques. 

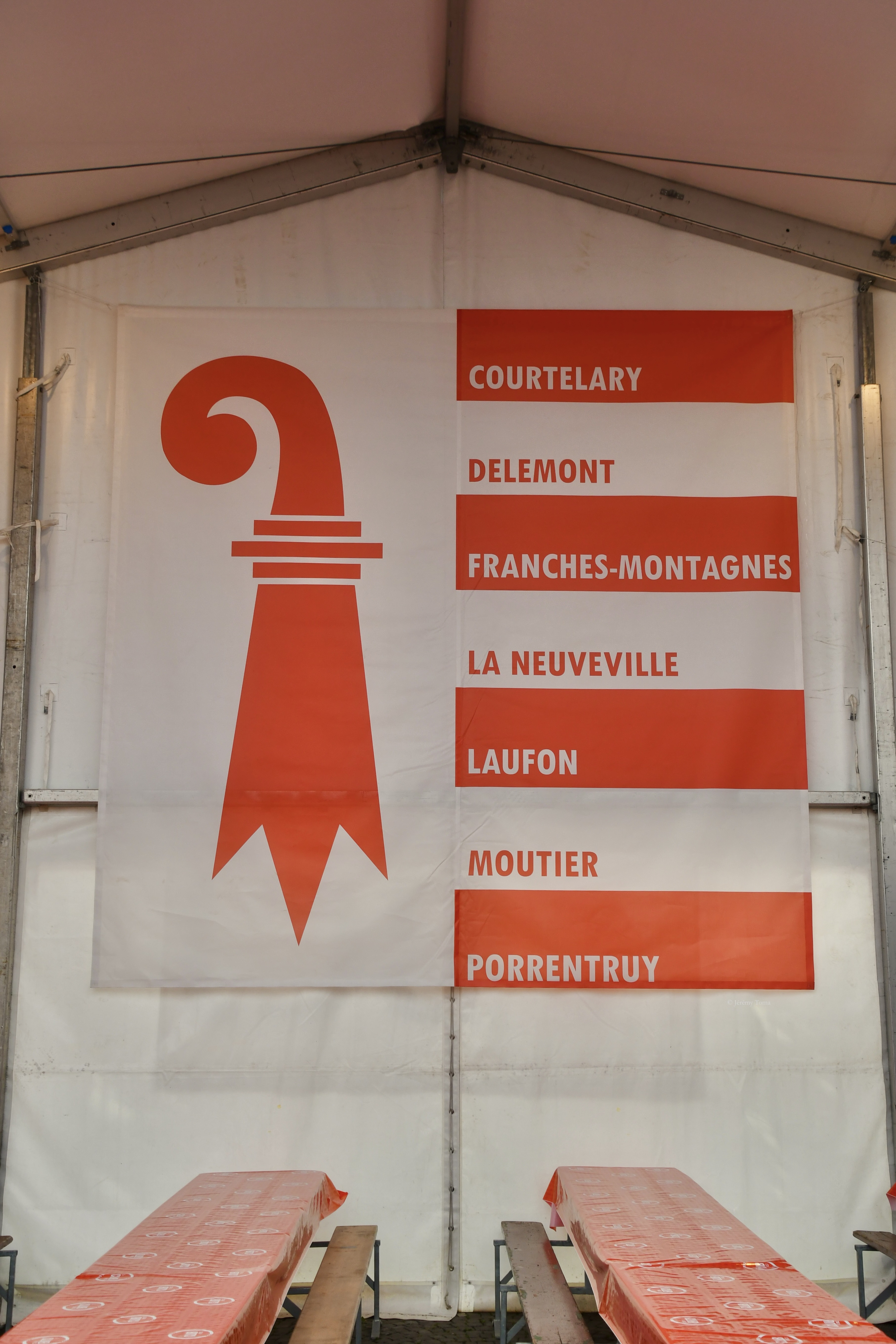
Drapeau jurassien où les sept bandes sont munies du noms des districts jurassiens.

Les sept bandes horizontales rouges et blanches représentent ainsi les sept anciens districts de ce territoire. Si les quatre bandes de couleur rouge auraient pu représenter les quatre districts catholiques et les trois bandes blanches, les trois districts protestants, puisque seuls trois districts créèrent le nouveau canton en 1979, on peut considérer logiquement que les trois bandes blanches représentent désormais les trois districts de la République du Jura.
La république et canton du Jura fut créée en 1979 à la suite de tensions culturelles, religieuses et linguistiques, et même une lutte armée, qui s'inscrivent aujourd'hui dans les événements appelés la « Question jurassienne » opposant d'abord une partie des francophones du canton de Berne à l'administration germanophone majoritaire du canton, puis, après 1979, les francophones eux-mêmes entre les partisans d'un maintien des trois districts méridionaux dans le giron du canton de Berne ou, à l'inverse, dans la « réunification » de la région au sein de la nouvelle entité cantonale appelée désormais la République et Canton du Jura.
En 1994, le district de Laufon, germanophone, décida de rejoindre le canton de Bâle-Campagne.

## Descriptions

### Description vexillologique
La description vexillologique du drapeau jurassien est « Parti de blanc à la crosse épiscopale rouge tournée vers la hampe, et de rouge à trois fasces blanches ».

### Description héraldique
La description héraldique et constitutionnelle (art. 5) des armoiries du canton du Jura est « Parti d'argent à la crosse épiscopale de gueules et de gueules à trois fasces d'argent. » 
Les armoiries ont été adoptées le 24 septembre 1978, lors de la création du canton du Jura et sont dérivées du drapeau jurassien.

## Autre représentation vexillologique
Le drapeau est également décliné sous forme d'oriflamme, soit en queue de pie, soit en base plate. L'oriflamme des cantons reprenant le drapeau cantonal dans sa partie supérieure et les couleurs cantonales dans la partie inférieure est appelée un drapeau « complet ». 

Drapeau complet jurassien.

## Utilisation et mention
Plusieurs parois rocheuses du territoire jurassien se voient arborées des armoiries jurassiennes peintes directement sur la pierre comme au Béridier (au-dessus de Delémont), au Montenol (au-dessus de Courtételle) ou encore au pavillon de Moutier.
Lors de manifestations des groupes séparatistes jurassiens, le drapeau y est souvent présent.

Les armoiries se retrouvent sur les plaques d'immatriculation arrières de véhicules enregistrés dans le canton du Jura.

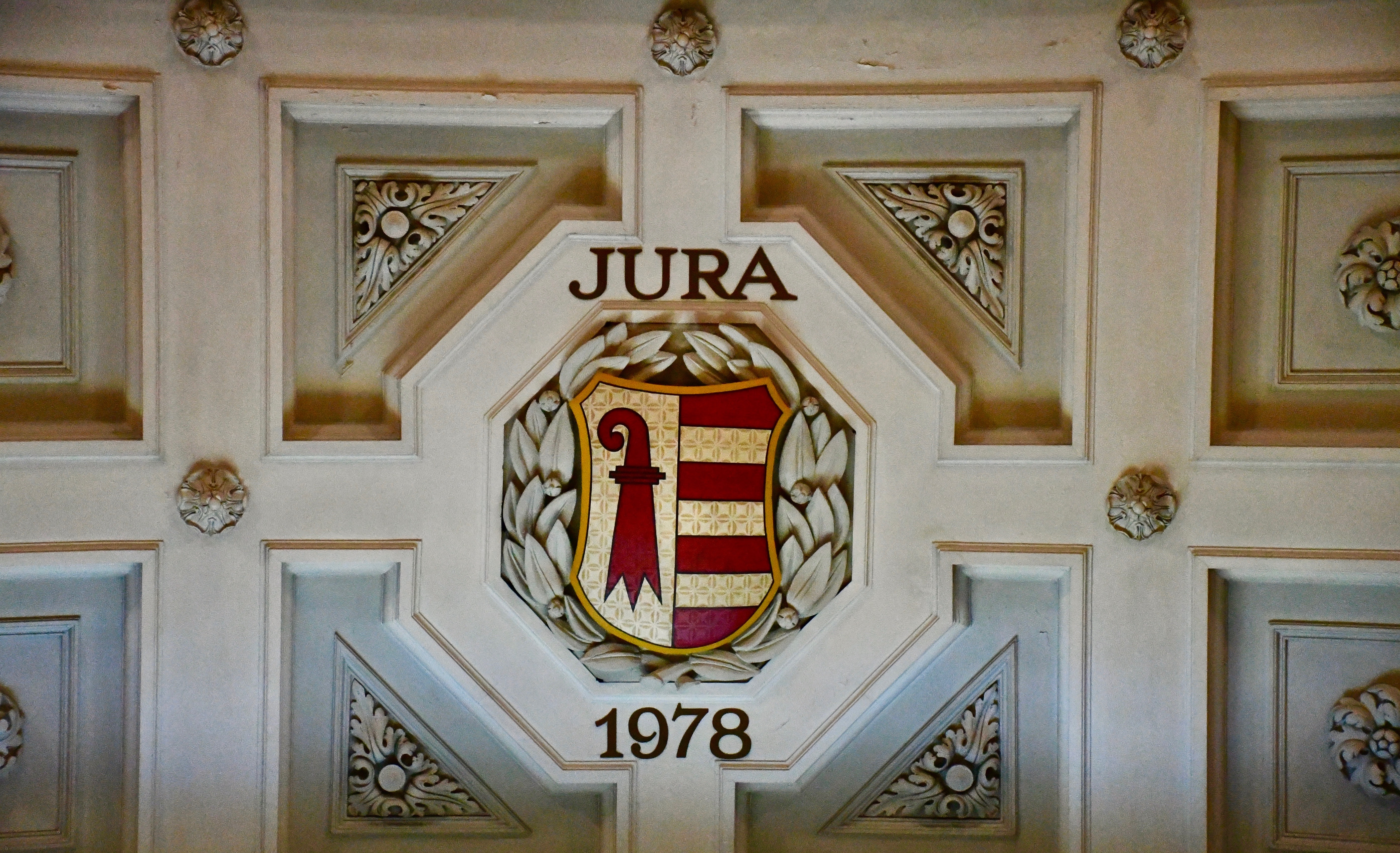
Moulure du blason sur la coupole du Palais fédéral.
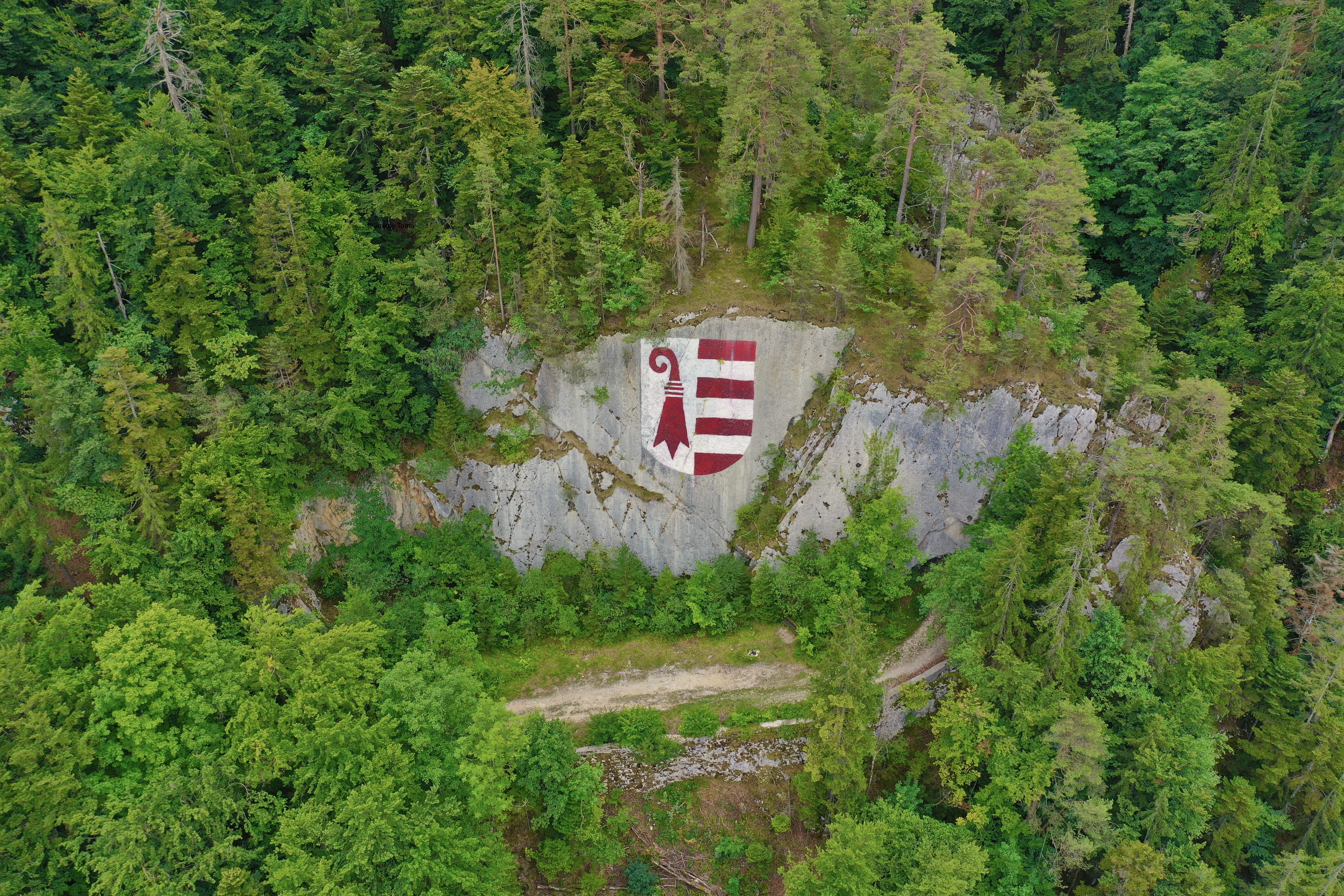
Écusson jurassien peint sur le Montenol à Courtételle.
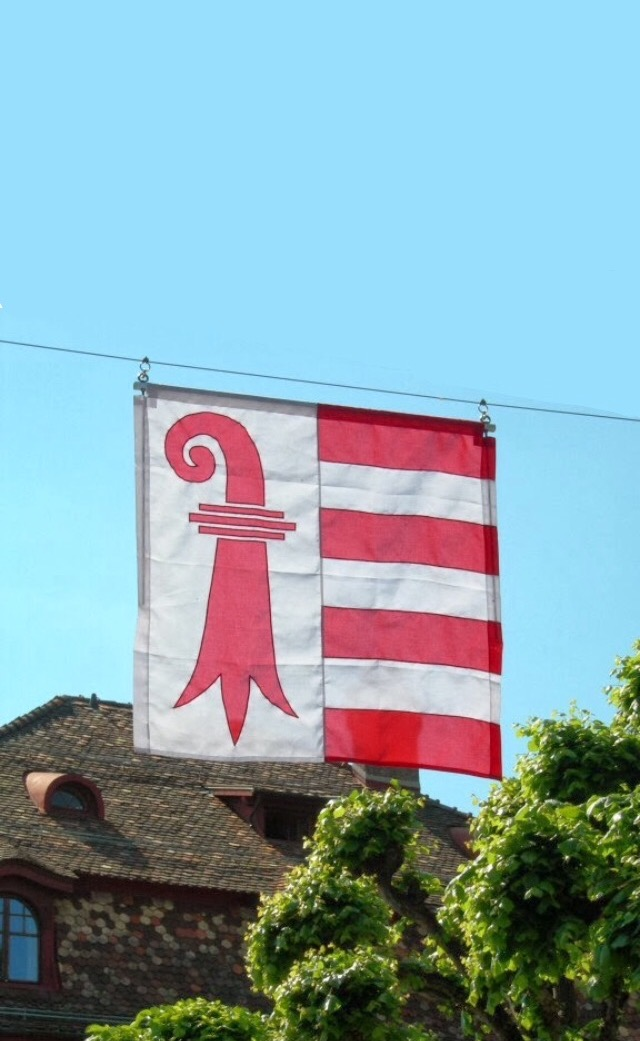
Le drapeau cantonal pendu dans les rues de Delémont.
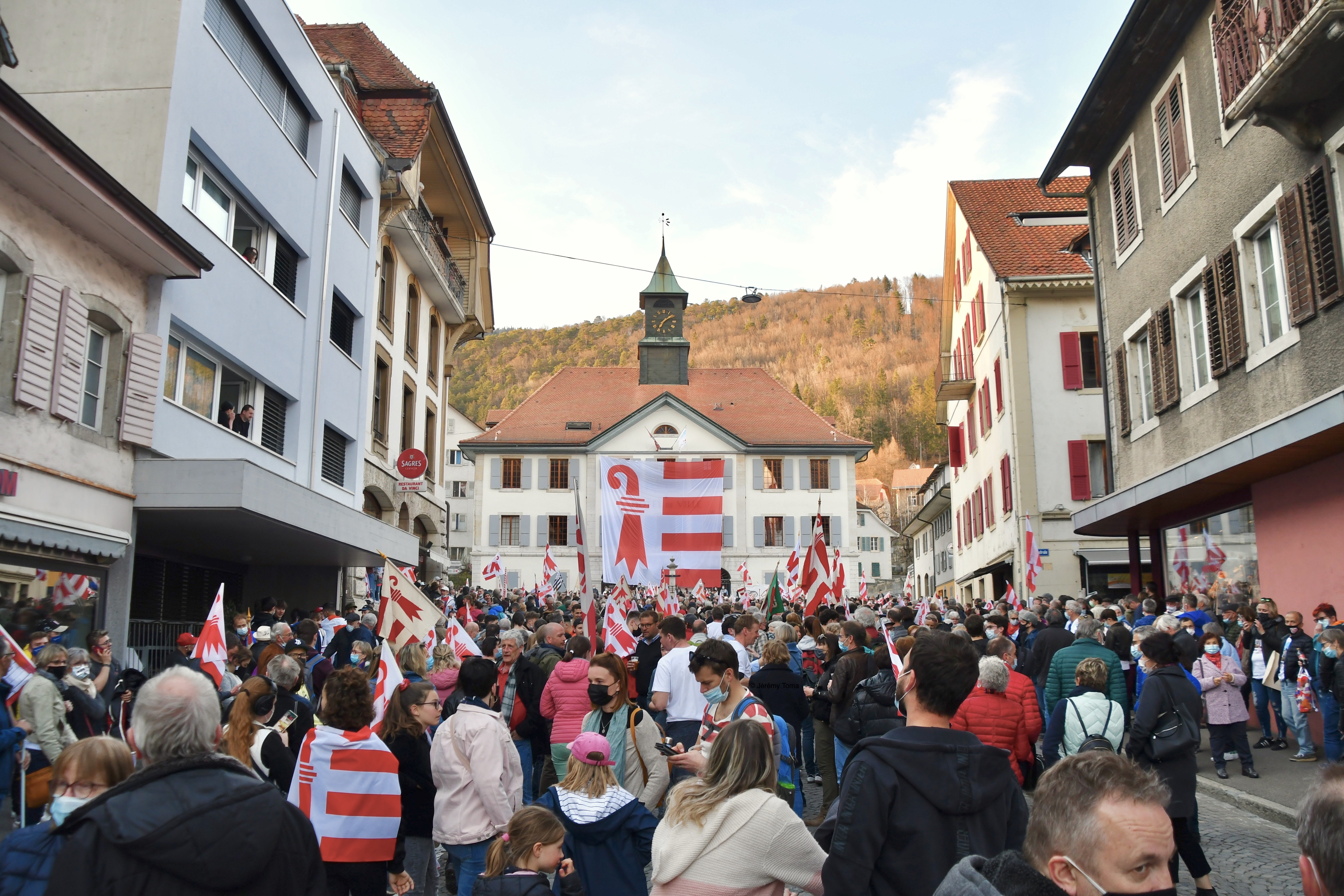
Drapeau jurassien tendu sur l'Hôtel-de-Ville de Moutier le 28 mars 2021.
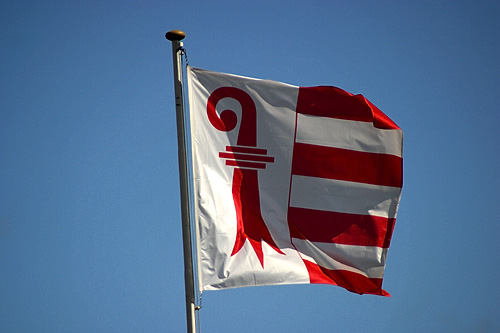
Le drapeau cantonal hissé sur un mât.
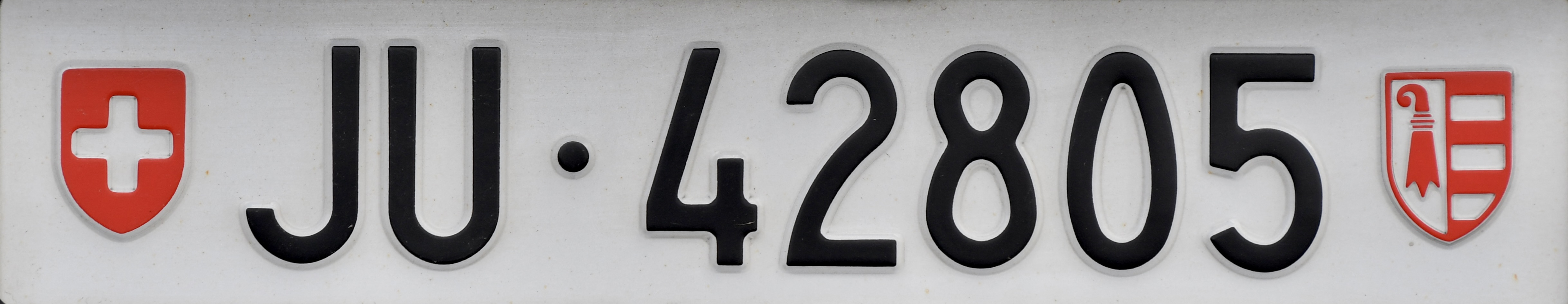
Plaque d'immatriculation arrière jurassienne.

En outre, l'hymne de la République et Canton du Jura (adopté officiellement le 21 juin 1990), La Nouvelle Rauracienne, dont les paroles sont écrites en 1950, mentionne le drapeau alors créé trois ans auparavant, dans son premier couplet :

« Du lac de Bienne aux portes de la France

L'espoir mûrit dans l'ombre des cités ;

De nos cœurs monte un chant de délivrance,

Notre drapeau sur les monts a flotté !

Vous qui veillez au sort de la patrie,

Brisez les fers d'un injuste destin !
Unissez-vous, fils de la Rauracie Et donnez-vous la main, et donnez-vous la main !

Unissez-vous, fils de la Rauracie Et donnez-vous la main, et donnez-vous la main ! »